# レンヌメトロB線
B線（べーせん、Ligne B）は、レンヌ・メトロポールの運営するフランス・レンヌのメトロ（地下鉄）路線の一つ。郊外北東部セソン＝セヴィニエのセソン＝ヴィアシルバ駅と、郊外南西部サン＝ジャック＝ド＝ラ＝ランドのサン＝ジャック＝ゲーテ駅を結ぶ。2022年に開業。

## 概要
全長14.1km、そのうち営業距離は13.4km。地下区間は11kmである。車両はネオヴァルを使用している。
公共交通機関のネットワークと市内中心部の交通渋滞の飽和問題に対応するため、A線開通前の1980年には、既に2号線構想は存在していた。工事は2014年に開始され、2018年に完成。長期にわたる試験運転と、コロナ禍による計画遅れとそれに伴う車両開発上の問題により、最終的には2022年に開業した。

## 歴史
- 2022年9月20日：全線開通
- 2024年1月3日〜6月20日：ボギーのピボットナットの破損により、6ヶ月間を営業を中止した。

## 駅一覧
| 駅名                                   | 駅名                         | 接続路線                            | 所在地（地区）                 | 所在地（地区）                 |
| -------------------------------------- | ---------------------------- | ----------------------------------- | ------------------------------ | ------------------------------ |
| セソン＝ヴィアシルバ駅                 | Cesson - Viasilva            |                                     | セソン＝セヴィニエ             | セソン＝セヴィニエ             |
| アタランタ駅                           | Atalante                     |                                     | セソン＝セヴィニエ             | セソン＝セヴィニエ             |
| ボーリウ＝ウニヴェルシテ駅             | Beaulieu - Université        |                                     | レンヌ                         | ボーリウ                       |
| ジョリオ＝キュリー＝シャトーブリアン駅 | Joliot-Curie - Chateaubriand |                                     | レンヌ                         | ロンシャン、ジャンヌ・ダルク   |
| レ・ガユル駅                           | Les Gayeulles                |                                     | レンヌ                         | モルパ                         |
| グロ＝チェーヌ駅                       | Gros-Chêne                   |                                     | レンヌ                         | モルパ                         |
| ジュール・フェリー駅                   | Jules Ferry                  |                                     | レンヌ                         | フジェー＝セヴィニエ           |
| サント＝アンヌ駅                       | Sainte-Anne                  | メトロ： A線                        | レンヌ                         | サントル・ヴィル               |
| サン＝ジェルマン駅                     | Saint-Germain                |                                     | レンヌ                         | サントル・ヴィル               |
| レンヌ駅（ガール）                     | Gares                        | メトロ： A線 フランス国鉄：TGV、TER | レンヌ                         | サン＝エリエ                   |
| コロンビエ駅                           | Colombier                    |                                     | レンヌ                         | コロンビエ＝シャン・ド・マルス |
| マビレ駅                               | Mabilais                     |                                     | レンヌ                         | アルセナル・ルドン             |
| クルネ駅                               | Cleunay                      |                                     | レンヌ                         | クルネ                         |
| ラ・クールーズ駅                       | La Courrouze                 |                                     | サン＝ジャック＝ド＝ラ＝ランド | サン＝ジャック＝ド＝ラ＝ランド |
| サン＝ジャック＝ゲーテ駅               | Saint-Jacques - Gaîté        |                                     | サン＝ジャック＝ド＝ラ＝ランド | サン＝ジャック＝ド＝ラ＝ランド |

- 全線各駅停車、快速運転はない。